# Oedaspis inflata
Oedaspis inflata är en tvåvingeart som först beskrevs av Munro 1954.  Oedaspis inflata ingår i släktet Oedaspis och familjen borrflugor.
Artens utbredningsområde är Madagaskar. Inga underarter finns listade i Catalogue of Life.